# Alicoto
Alicoto (aussi connu sous le nom de Alikoto Tapele) est un village Amérindien de la tribu Wayampi de la commune de Camopi, située au sud-est de la Guyane, près de la frontière avec Brésil.

## Histoire
Alicoto était à l'origine la demeure du chef des Wayampis. Les Wayampis de Guyane avaient traditionnellement très peu de contacts avec le monde extérieur, mais dans les années 1940, le capitaine Eugène, le chef, autorisa les visites à Saint-Georges pour acheter du sel. En 1949, la population était de 30 habitants mais le village a été abandonné en 1971. Le village a été réinstallé en 2016 sous le nom d'Alikoto Tapele. 
Le village se trouve à un point important de la rivière Oyapock, où se trouve une cascade dans la rivière[réf. nécessaire]. La carte d'Audiffredy de 1763 le décrivait comme « à environ 800 pieds de long et une chute de 10 pieds". De nombreux villages ont existé à proximité de la cascade, en raison de l'abondance des poissons.